# Bancada BBB

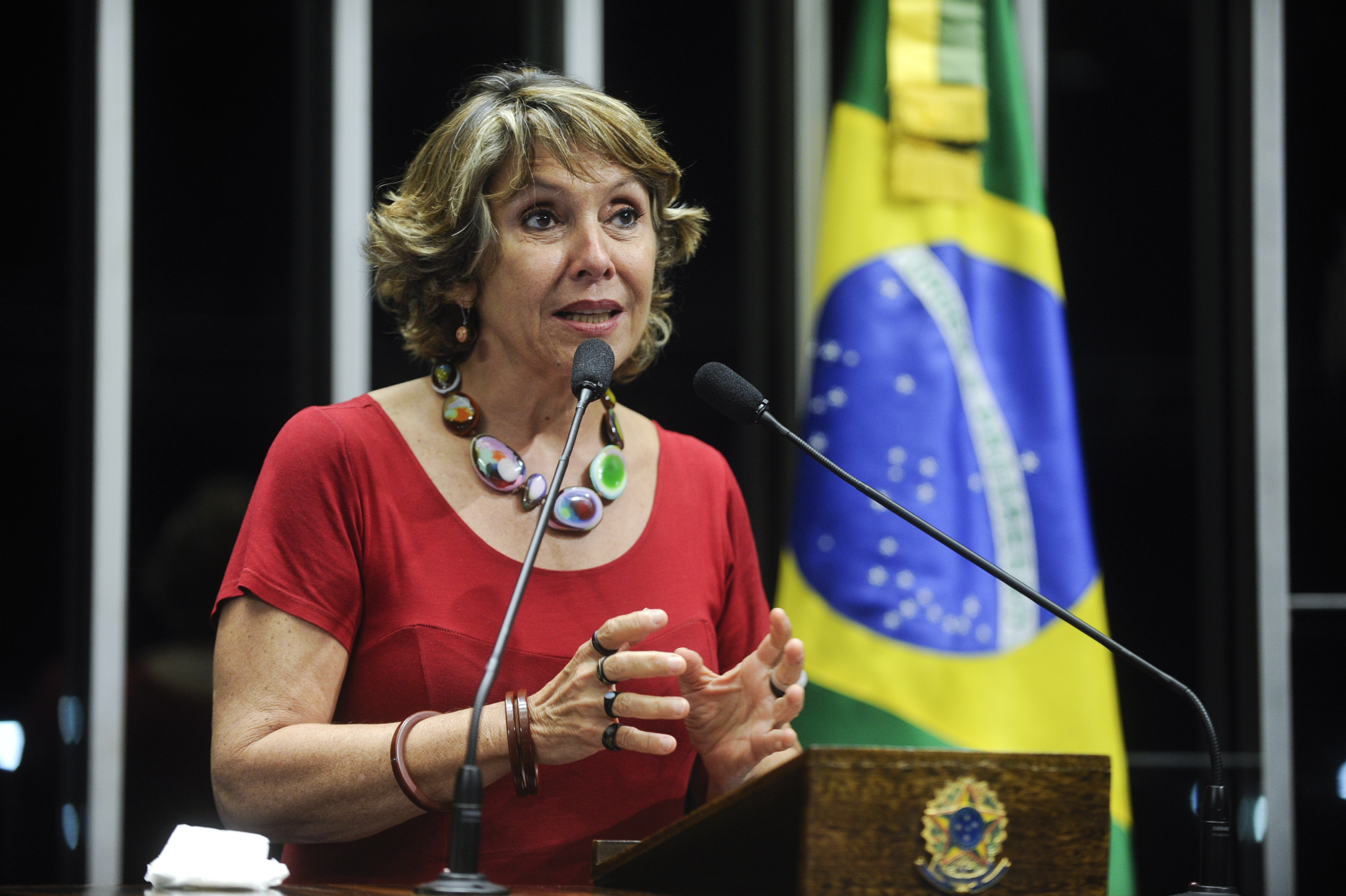
Diputada Erika Kokay en discurso en el plenario

La Bancada BBB es un término peyorativo usado para referirse conjuntamente a las filas del Congreso Nacional de Brasil que ocupan diputados armamentistas (B de "bala"), ruralistas (B de "buey") y evangélicos (B de "Biblia"). Los programas políticos de todos ellos se agrupan en torno a la derecha política brasileña y al conservadurismo social.
El término “BBB” fue usado por primera vez por la diputada federal Erika Kokay en una reunión del grupo de diputados del Partido de los Trabajadores celebrada en la Cámara de los Diputados en el inicio de 2015, que arrancó las risas de sus compañeros.
 La expresión se extendió rápidamente entre los parlamentarios de los partidos de izquierda, que consideran que esa agrupación representa una amenaza para los derechos humanos y para las minorías en el país.
La composición del Congreso tras las elecciones de 2014, que se considera una de las más conservadoras de la Historia, permite que proyectos de ley que antes serían rechazados fácilmente se hayan puesto de nuevo sobre la mesa, como ocurre con la reducción de la mayoría de edad penal, la derogación del Estatuto del Desarme, la creación del Estatuto de la Familia y la inclusión del aborto entre los crímenes atroces, entre otras propuestas.

El hecho de que el presidente de la Cámara fuera a la sazón Eduardo Cunha, considerado uno de los miembros de la BBB, ayudó a que se retomaran los debates en torno a esas cuestiones. 

La Bancada BBB fue también determinante en el proceso de destitución de Dilma Rousseff.

Incluso antes de que Dilma fuera alejada definitivamente del cargo de presidenta, miembros de la bancada BBB comenzaron a presionar al vicepresidente, Michel Temer, para que trabajara a fin de hacer avanzar sus propuestas.